# Boarmia chloralphus
Boarmia chloralphus là một loài bướm đêm trong họ Geometridae.